# Maculonaclia flavia
Maculonaclia flavia là một loài bướm đêm thuộc phân họ Arctiinae, họ Erebidae.